# Садова (комуна, Долж)
Садова (рум. Sadova) — комуна у повіті Долж в Румунії. До складу комуни входять такі села (дані про населення за 2002 рік):
- Піску-Садовей (1369 осіб)
- Садова (6995 осіб)

Комуна розташована на відстані 181 км на захід від Бухареста, 48 км на південь від Крайови.

## Населення
За даними перепису населення 2002 року у комуні проживали 8364 особи.
Національний склад населення комуни:
| Національність   | Кількість осіб | Відсоток |
| ---------------- | -------------- | -------- |
| румуни           | 6699           | 80,1%    |
| цигани           | 1660           | 19,8%    |
| угорці           | 3              | < 0,1%   |
| росіяни-липовани | 1              | < 0,1%   |
| болгари          | 1              | < 0,1%   |

Рідною мовою назвали:
| Мова      | Кількість осіб | Відсоток |
| --------- | -------------- | -------- |
| румунська | 6745           | 80,6%    |
| циганська | 1616           | 19,3%    |
| угорська  | 2              | < 0,1%   |
| російська | 1              | < 0,1%   |

Склад населення комуни за віросповіданням:
| Релігія        | Кількість осіб | Відсоток |
| -------------- | -------------- | -------- |
| православні    | 8005           | 95,7%    |
| баптисти       | 186            | 2,2%     |
| п'ятдесятники  | 86             | 1,0%     |
| адвентисти     | 45             | 0,5%     |
| римо-католики  | 8              | 0,1%     |
| не релігійні   | 3              | < 0,1%   |
| бретрени       | 2              | < 0,1%   |
| греко-католики | 1              | < 0,1%   |
| атеїсти        | 1              | < 0,1%   |

## Зовнішні посилання
- Дані про комуну Садова на сайті Ghidul Primăriilor